# まむしの兄弟 (1997年の映画)
『まむしの兄弟』（まむしのきょうだい）は、1997年に公開された日本映画。
1970年代に大ヒットした、東映ヤクザ映画の人気シリーズ『まむしの兄弟』のリメイク版である。

## 概要
刑期を終え、かつての弟分と再会したヤクザの兄貴。兄貴は服役中、ある男から、幼い少女が写った写真と、結婚式用の祝儀の金を託されていた。結婚式場に届けに行くと、待っていた美しい女性は、ヤクザの女組長だった。台湾マフィアの侵攻に苦しむ女組長を助けるべく、まむし・勝次コンビが活躍する。 
劇伴音楽にヒップホップを使い、舞台設定を現代に変更しながらも、昔ながらの仁侠映画テイストを残している。
この映画でローバー・美々がヌードになっている。これまではギリギリセクシー路線だったが監督の村川透から「ハダカにならないことでチャンスを逃している」と言われてヌードになった、と後年の日刊ゲンダイにて述べている。

## キャスト
- まむしのゴロ政（主人公）：柳葉敏郎
- 美夏（横浜仙崎組組長）：葉月里緒菜
- 勝次（まむしの弟分）：中村繁之
- 蘭子（勝次の内縁の妻）：岡本夏生
- ケン（ナツメの恋人・美夏の腹違いの弟）：金子賢
- ナツメ：松田未羽
- 前島五郎（美夏の新郎・仙崎組組頭）：四方堂亘
- 仙崎勝之助（美夏の父親の弟分）：明石家さんま（友情出演）
- コブラ（台湾マフィア「ヘブン」ボス）：KORN
- （大阪万城組若頭）：岡崎二朗
- （大阪万城組組長）：夏木マリ
- 美夏の父親（ゴロ政が獄中で出会った無期懲役囚）：藤竜也
- 夏樹まりあ
- 吉岡ちひろ
- ローバー・美々
- 岩崎静子
- 村上ショージ
- 須藤正裕
- ロッキー：松田勝
- 梅津栄
- 関根大学
- 武智健二
- 渥美博
- 山口粧太
- 小山弘訓

ほか

## スタッフ
- 企画：俊藤浩滋、高田宏治
- プロデューサー：瀬戸恒雄、伊東雅子
- 製作者：山田朋子
- 監督：村川透
- 脚本・原案：高田宏治
- 撮影：緒方博
- 音楽：クレイジー・A
- 主題歌：ブラザー・コーン「ITSUMO」
- 挿入歌：矢野明「心の荒野」
- 技斗：佐々木修平
- 音響効果：佐々木英世（東洋音響）
- スタント&アクション：FCプラン、ジャパンアクションクラブ
- ガンエフェクト：BIGSHOT
- カースタント：カースタントTAKA
- 現像：東映化学
- MA：東京テレビセンター
- スタジオ：東映東京撮影所
- 製作：ジャパンアート